# Bart Sibrel

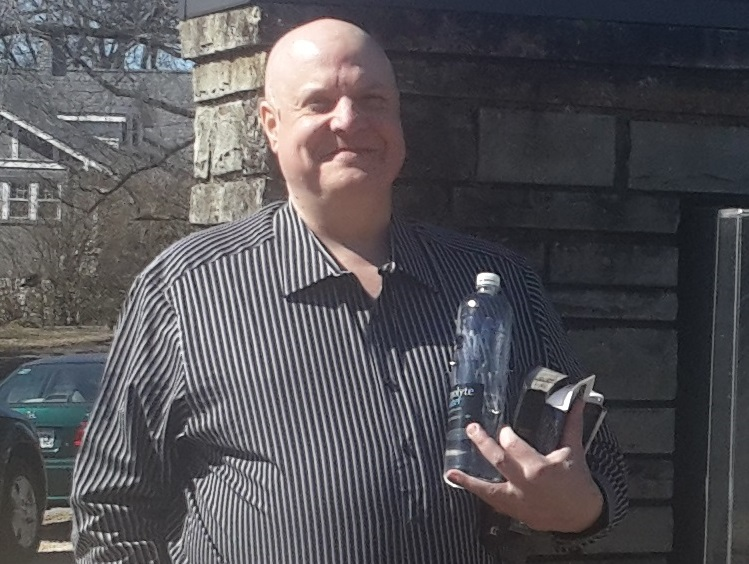
Bart Sibrel em fevereiro de 2014.

Bartholomew Winfield Sibrel de Nashville, Tennessee é um diretor de cinema e jornalista investigativo que afirma que as alunissagens do Apollo entre 1969 e 1972 foram montagens.
Sibrel participou em um programa da cadeia estadounidense Fox chamado Teoria da conspiração: Pousamos na Lua? (Conspiracy Theory: Did We Land on the Moon?) em qual Sibrel disse que apostava sua vida para provar que o homem nunca foi na Lua.
As afirmações de Sibrel sobre uma montagem das alunissagens Apolo têm sido rechaçadas nos círculos científicos e espaciais.
Muitos astronautas tem negado a conceder-lhe entrevistas devido a suas táticas para tentar obter provas de suas afirmações, como mentir sobre o motivo da entrevista e assedia-los. O incidente mais conhecido teve lugar com o astronauta da Apollo 11 Buzz Aldrin, o segundo homem a pisar na Lua. Segundo Aldrin, foi citado em um hotel de Beverly Hills com o pretexto de ser entrevistado sobre o espaço, para um programa infantil da televisão japonesa. Quando chegou ali, Sibrel estava esperando e lhe pediu para que jurasse sobre a Bíblia que havia caminhado sobre a Lua.
Aldrin se negou, e Sibrel chamou-lhe de "covarde", "mentiroso" e "ladrão". Aldrin, zangado, acertou um soco na mandíbula de Sibrel.  A reação de Sibrel foi dizer "gravaste isso?" a seu ajudante, que levava uma câmera de filmagem. Sibrel tentou usar a fita para convencer a polícia e o fiscal de que havia sido vítima de um ataque. Porém foi decidido que Aldrin havia sido provocado e que não havia ferido Sibrel (baseando-se em sua reação quase instantânea em frente sua câmera), pelo que a causa foi arquivada.
O incidente foi mostrado nas notícias e tertúlias televisivas de todo o país, e Sibrel se converteu no alvo de muitas gozações.

## Documentários realizados por Sibrel
- Algo engraçado aconteceu na viagem à Lua (A Funny Thing Happened on the Way to the Moon), janeiro 18, 2001; duração: 47 minutos
- Os astronautas se tornam loucos (Astronauts gone wild), 2004; duração: 53 minutos
- As gracinhas da Apollo 11 (Apollo 11 Monkey Business), 2004; duração: 108 minutos *

Conferência da imprensa da Apollo 11 depois da viagem (Apollo 11 Post-Flight Press Conference), 2004; duração: 83 minutos